# Saison 2016-2017 du Stade lavallois Mayenne Football Club
 (février 2024).
Chronologie
Saison précédente Saison suivante
La saison 2016-2017 du Stade lavallois est la 115e saison de l'histoire du club. Les Mayennais sont engagés dans trois compétitions : la Ligue 2 (32e participation) et la Coupe de France, et la Coupe de la Ligue.

## Matchs de la saison

### Matchs amicaux
| Date                     | TV | Adversaire                  | Division      | Lieu      | Score | Buteurs du club     | Affluence |
| ------------------------ | -- | --------------------------- | ------------- | --------- | ----- | ------------------- | --------- |
| Samedi 2 juillet 2016    |    | Sélection de Ligue du Maine | -             | Louverné  | 2 - 2 | Koné 25e, Viale 88e |           |
| Mercredi 6 juillet 2016  |    | US Avranches                | National (D3) | Avranches | 2 - 2 | -                   |           |
| Samedi 9 juillet 2016    |    | Stade rennais FC            | L1 (D1)       | Changé    | 1 - 1 | N'Diaye 71e         |           |
| Mercredi 13 juillet 2016 |    | US Concarneau               | National (D3) | Ernée     | 1 - 0 | Appindangoyé ?      |           |
| Samedi 16 juillet 2016   |    | Tours FC                    | L2 (D2)       | Mayenne   | 0 - 0 | -                   |           |
| Vendredi 22 juillet 2016 |    | Le Havre AC                 | L2 (D2)       | Laval     | 0 - 0 | Koné 52e            |           |

### Ligue 2
| Date                       | Journée | TV                                              | Adversaire                  | Lieu | Score | Buteurs du club                                             | Class. | Affluence |
| -------------------------- | ------- | ----------------------------------------------- | --------------------------- | ---- | ----- | ----------------------------------------------------------- | ------ | --------- |
| Vendredi 29 juillet 2016   | J01     | beIN Sports 1 (multiplex) et beIN Sports Max 6  | Nîmes Olympique             | Ext. | 0 - 0 | -                                                           | 17e    | 5.678     |
| Vendredi 5 août 2016       | J02     | beIN Sports 1 (multiplex) et beIN Sports Max 8  | Chamois niortais FC         | Dom. | 1 - 1 | Coutadeur 60e                                               | 12e    | 4.816     |
| Vendredi 12 août 2016      | J03     | beIN Sports 2 (multiplex) et beIN Sports Max 10 | ES Troyes AC                | Ext. | 0 - 1 | -                                                           | 14e    | 5.902     |
| Vendredi 19 août 2016      | J04     | beIN Sports 1 (multiplex) et beIN Sports Max 7  | GFC Ajaccio                 | Dom. | 0 - 1 | -                                                           | 16e    | 4.245     |
| Vendredi 26 août 2016      | J05     | beIN Sports 1 (multiplex) et beIN Sports Max 10 | Valenciennes FC             | Ext. | 0 - 2 | -                                                           | 19e    | 6.231     |
| Vendredi 9 septembre 2016  | J06     | beIN Sports 1 (multiplex) et beIN Sports Max 8  | US Orléans                  | Dom. | 3 - 1 | Coutadeur 24e, Afougou 77e, Saint-Louis 85e                 | 18e    | 4.901     |
| Vendredi 16 septembre 2016 | J07     | beIN Sports 1 (multiplex) et beIN Sports Max 8  | Red Star FC                 | Ext. | 1 - 0 | -                                                           | 19e    | 3.497     |
| Mardi 20 septembre 2016    | J08     | beIN Sports 1 (multiplex) et beIN Sports Max 6  | FC Sochaux-Montbéliard      | Dom. | 1 - 1 | Saint-Louis 59e                                             | 18e    | 4.077     |
| Vendredi 23 septembre 2016 | J09     | beIN Sports 1 (multiplex) et beIN Sports Max 4  | Bourg-en-Bresse Péronnas 01 | Ext. | 0 - 0 | -                                                           | 18e    | 1.868     |
| Vendredi 30 septembre 2016 | J10     | beIN Sports 1 (multiplex) et beIN Sports Max 6  | Clermont Foot 63            | Dom. | 1 - 1 | Saint-Louis 83e                                             | 17e    | 4.186     |
| Vendredi 14 octobre 2016   | J11     | beIN Sports 1 (multiplex) et beIN Sports Max 5  | AJ Auxerre                  | Ext. | 0 - 2 | -                                                           | 19e    | 4.722     |
| Vendredi 21 octobre 2016   | J12     | beIN Sports 2 (multiplex) et beIN Sports Max 5  | Stade brestois 29           | Dom. | 0 - 1 | -                                                           | 20e    | 5.271     |
| Vendredi 28 octobre 2016   | J13     | beIN Sports 1 (multiplex) et beIN Sports Max 4  | AC Ajaccio                  | Ext. | 3 - 1 | Appindangoyé 38e, N'Diaye 46e, Saint-Louis 56e              | 17e    | 2.761     |
| Vendredi 4 novembre 2016   | J14     | beIN Sports 1 (multiplex) et beIN Sports Max 7  | Le Havre AC                 | Dom. | 0 - 2 |                                                             | 18e    | 4.367     |
| Vendredi 18 novembre 2016  | J15     | beIN Sports 2 (multiplex) et beIN Sports Max 8  | Stade de Reims              | Ext. | 0 - 2 | N'Diaye 7e 72e                                              | 17e    | 8.307     |
| Vendredi 25 novembre 2016  | J16     | beIN Sports 1 (multiplex) et beIN Sports Max 9  | RC Strasbourg               | Ext. | 1 - 0 |                                                             | 17e    | 12.017    |
| Mardi 29 novembre 2016     | J17     | beIN Sports 1 (multiplex) et beIN Sports Max 6  | RC Lens                     | Dom. | 0 - 1 |                                                             | 17e    | 4.786     |
| Vendredi 9 décembre 2016   | J18     | beIN Sports 1 (multiplex) et beIN Sports Max 9  | Tours FC                    | Ext. | 1 - 1 | N'Sikulu 68e                                                | 17e    | 4.040     |
| Vendredi 16 décembre 2016  | J19     | beIN Sports 1 (multiplex) et beIN Sports Max 8  | Amiens SC                   | Dom. | 2 - 2 | Saint-Louis 66e, N'Diaye 79e                                | 18e    | 4.106     |
| Vendredi 13 janvier 2017   | J20     | beIN Sports 1 (multiplex)                       | Chamois niortais FC         | Ext. | 2 - 2 | Alla 9e, Coutadeur 79e                                      | 18e    | 3.099     |
| Vendredi 20 janvier 2017   | J21     | beIN Sports 1 (multiplex)                       | ES Troyes AC                | Dom. | 1 - 0 | Coutadeur 69e                                               | 17e    | 3.826     |
| Vendredi 27 janvier 2017   | J22     | beIN Sports 1 (multiplex) et beIN Sports Max 7  | GFC Ajaccio                 | Ext. | 1 - 1 | Nkololo 52e                                                 | 17e    | 2.794     |
| Vendredi 3 février 2017    | J23     | beIN Sports 1 (multiplex) et beIN Sports Max 8  | Valenciennes FC             | Dom. | 0 - 0 |                                                             | 17e    | 4.235     |
| Mardi 8 février 2017       | J24     | beIN Sports 2 (multiplex)                       | US Orléans                  | Ext. | 2 - 1 | Pinaud 48e (csc)                                            | 18e    | 3.171     |
| Vendredi 10 février 2017   | J25     | beIN Sports 1 (multiplex) et beIN Sports Max 6  | Red Star FC                 | Dom. | 1 - 1 | Monfray 16e                                                 | 19e    | 4.465     |
| Vendredi 17 février 2017   | J26     | beIN Sports 1 (multiplex) et beIN Sports Max 8  | FC Sochaux-Montbéliard      | Ext. | 1 - 1 | Dembélé 12e                                                 | 19e    | 6.772     |
| Vendredi 24 février 2017   | J27     | beIN Sports 1 (multiplex)                       | Bourg-en-Bresse Péronnas 01 | Dom. | 2 - 4 | Dembélé 34e, Alla 69e (pen.)                                | 19e    | 4.310     |
| Vendredi 3 mars 2017       | J28     | beIN Sports 1 (multiplex) et beIN Sports Max 7  | Clermont Foot 63            | Ext. | 1 - 1 | Alla 12e (pen.)                                             | 19e    | 2.750     |
| Vendredi 10 mars 2017      | J29     | beIN Sports 1 (multiplex)                       | AJ Auxerre                  | Dom. | 0 - 0 |                                                             | 19e    | 6.182     |
| Vendredi 17 mars 2017      | J30     | beIN Sports 1 (multiplex) et beIN Sports Max 6  | Stade brestois 29           | Ext. | 3 - 0 |                                                             | 20e    | 6.794     |
| Vendredi 31 mars 2017      | J31     | beIN Sports 1 (multiplex) et beIN Sports Max 7  | AC Ajaccio                  | Dom. | 1 - 1 | Madri 22e                                                   | 20e    | 5.239     |
| Vendredi 7 avril 2017      | J32     | beIN Sports 1 (multiplex) et beIN Sports Max 8  | Le Havre AC                 | Ext. | 2 - 0 |                                                             | 20e    | 6.697     |
| Vendredi 14 avril 2017     | J33     | beIN Sports 2 (multiplex) et beIN Sports 3      | Stade de Reims              | Dom. | 5 - 2 | Alla 31e 75e (pen.), Bayard 55e, Weber 77e (csc), Wissa 90e | 20e    | 5.144     |
| Vendredi 21 avril 2017     | J34     | beIN Sports 2 (multiplex) et beIN Sports Max 6  | RC Strasbourg               | Dom. | 1 - 2 | Saint-Louis 41e                                             | 20e    | 6.063     |
| Lundi 1er mai 2017         | J35     | Canal+ Sport                                    | RC Lens                     | Ext. | 2 - 0 |                                                             | 20e    | 28.162    |
| Vendredi 5 mai 2017        | J36     | beIN Sports 2 (multiplex) et beIN Sports Max 5  | Tours FC                    | Dom. | 1 - 3 | Alla 83e (pen.)                                             | 20e    | 8.626     |
| Vendredi 12 mai 2017       | J37     | beIN Sports 1 (multiplex) et beIN Sports Max 5  | Amiens SC                   | Ext. | 3 - 0 |                                                             | 20e    | 11.669    |
| Vendredi 20 mai 2017       | J38     | beIN Sports 1 (multiplex) et beIN Sports Max 7  | Nîmes Olympique             | Dom. | 1 - 2 | Wissa 28e                                                   | 20e    | 4.576     |

#### Classement final de Ligue 2
| Rang | Équipe                 | Pts  | J  | G  | N  | P  | Bp | Bc | Diff |
| ---- | ---------------------- | ---- | -- | -- | -- | -- | -- | -- | ---- |
| 1    | RC Strasbourg P        | 67   | 38 | 19 | 10 | 9  | 63 | 47 | +16  |
| 2    | Amiens SC P            | 66   | 38 | 19 | 9  | 10 | 56 | 38 | +18  |
| 3    | ES Troyes AC R         | 66   | 38 | 19 | 9  | 10 | 59 | 43 | +16  |
| 4    | RC Lens                | 65   | 38 | 18 | 11 | 9  | 59 | 40 | +19  |
| 5    | Stade brestois 29      | 65   | 38 | 19 | 8  | 11 | 58 | 44 | +14  |
| 6    | Nîmes Olympique        | 64   | 38 | 17 | 13 | 8  | 58 | 40 | +18  |
| 7    | Stade de Reims R       | 55   | 38 | 14 | 13 | 11 | 42 | 39 | +3   |
| 8    | Le Havre AC            | 54   | 38 | 14 | 12 | 12 | 39 | 31 | +8   |
| 9    | GFC Ajaccio R          | 51   | 38 | 13 | 12 | 13 | 47 | 51 | -4   |
| 10   | Chamois niortais       | 49   | 38 | 12 | 13 | 13 | 45 | 57 | -12  |
| 11   | AC Ajaccio             | 48   | 38 | 13 | 9  | 16 | 47 | 58 | -11  |
| 12   | Clermont Foot 63       | 46   | 38 | 11 | 13 | 14 | 46 | 48 | -2   |
| 13   | FC Sochaux-Montbéliard | 46   | 38 | 11 | 13 | 14 | 38 | 43 | -5   |
| 14   | Valenciennes FC        | 45   | 38 | 10 | 15 | 13 | 44 | 44 | 0    |
| 15   | Bourg-en-Bresse 01     | 44   | 38 | 11 | 11 | 16 | 49 | 58 | -9   |
| 16   | Tours FC               | 43   | 38 | 10 | 13 | 15 | 55 | 60 | -5   |
| 17   | AJ Auxerre             | 43   | 38 | 11 | 10 | 17 | 28 | 40 | -12  |
| 18   | US Orléans P           | 38-4 | 38 | 11 | 9  | 18 | 41 | 54 | -13  |
| 19   | Red Star FC            | 36   | 38 | 8  | 12 | 18 | 36 | 56 | -20  |
| 20   | Stade lavallois MFC    | 30   | 38 | 5  | 15 | 18 | 33 | 52 | -19  |

Promotions
- Promotion en Ligue 1
- Barrage de promotion en Ligue 1

Relégations
- Barrage de relégation en National 1
- Relégation en National 1

Abréviations
- P : Promu de National
- R : Relégué de Ligue 1

### Coupe de France
| Date                    | Tour            | TV          | Adversaire    | Niveau        | Lieu | Score | Buteurs du club        | Affluence |
| ----------------------- | --------------- | ----------- | ------------- | ------------- | ---- | ----- | ---------------------- | --------- |
| Samedi 12 novembre 2016 | 7e tour         | -           | US Concarneau | National (D3) | Dom. | 2 - 1 | Moyo 31e, Bayard 90+1e | 2.913     |
| Samedi 3 décembre 2016  | 8e tour         | -           | SO Cholet     | CFA (D4)      | Ext. | 0 - 1 | N'Sikulu 45+2e         | 1.700     |
| Vendredi 6 janvier 2017 | 1/32e de finale | Eurosport 1 | US Avranches  | National (D3) | Ext. | 3 - 1 | Afougou 27e            | 3.000     |

### Coupe de la Ligue
| Date                  | Tour            | TV           | Adversaire      | Niveau  | Lieu | Score            | Buteurs du club | Affluence |
| --------------------- | --------------- | ------------ | --------------- | ------- | ---- | ---------------- | --------------- | --------- |
| Mardi 9 août 2016     | 1er tour        | -            | ES Troyes AC    | L2 (D2) | Dom. | 1 - 0            | Koné 58e        | 3.251     |
| Mardi 23 août 2016    | 2e tour         | Foot+        | US Orléans      | L2 (D2) | Ext. | 0 - 0, 4-1 t.ab. | -               | 3.094     |
| Mardi 25 octobre 2016 | 1/16e de finale | Canal+ Sport | Montpellier HSC | L1 (D1) | Dom. | 0 - 2            | -               | 6.330     |